# Aphanopetalum
Aphanopetalum, biljni rod smješten u vlastitu porodicu Aphanopetalaceae, dio reda Saxifragales. Postoje dvije vrste, obje australski endemi

Rod Aphanopetalum ima zanimljivu taksonomsku povijest, jer je izvorno bio smješten u biljni red Oxalidales u porodicu Cunoniaceae. Međutim, kasnije morfološke i genetske studije sada su je smjestile u biljni red Saxifragales, u vlastitu porodicu  Aphanopetalaceae. Porodica je endemična za Australiju s dvije vrste, jednom na istočnoj obali Aphanopetalum resinosum i A. clematideum u srednjozapadnoj regiji Zapadne Australije.

## Vrste
1. Aphanopetalum clematideum (J.Drumm. ex Harv.) Domin
2. Aphanopetalum resinosum Endl.